# Asygnaty mobilizacyjne
Asygnaty mobilizacyjne – asygnaty skarbowe o wartości 10, 20, 50, 100 i 500 złotych drukowane od 1934 r. przez Państwową Wytwórnię Papierów Wartościowych w Warszawie, przygotowywane na wypadek wojny jako dodatkowe środki płatnicze, przeznaczone do opłacania zarekwirowanych przez władze państwowe przedmiotów.
Asygnaty mobilizacyjne zostały wprowadzone do obiegu przez ministra skarbu 29 sierpnia 1939 r. jako imienne pokwitowania wojenne. Nigdy nie zostały zrealizowane.